# Coppa Svizzera 1940-1941
La Coppa Svizzera 1940-1941 è stata la 16ª edizione della manifestazione calcistica. È iniziata nell'agosto 1940 e si è conclusa il 22 maggio 1941. Questa edizione della coppa vide la vittoria finale del Grasshoppers.

## Regolamento
Turni ad eliminazione diretta in gara unica. In caso di paritá al termine dei tempi supplementari, la partita veniva ripetuta a campo invertito.

### Turno Preliminare
| Squadra 1               | Risultato     | Squadra 2        |
| ----------------------- | ------------- | ---------------- |
| 22 settembre 1940       |               |                  |
| Club Athletique Ginevra | 1 - 1(d.t.s.) | Jonction Ginevra |
| Racing Losanna          | 4 - 2         | Malley           |
| Renens                  | 4 - 1         | La Tour-de-Peilz |
| Yverdon                 | 3 - 4         | Richemond        |

### Primo Turno Preliminare
- Pro Daro Bellinzona passa il turno per sorteggio.

| Squadra 1                 | Risultato     | Squadra 2              |
| ------------------------- | ------------- | ---------------------- |
| 29 settembre 1940         |               |                        |
| Adliswil                  | 2 - 3         | Red Star               |
| Aegerten-Brügg            | 1 - 0         | Grünstern              |
| Aesch                     | 6 - 4         | Sportfreunde Basilea   |
| Aigle                     | 0 - 4(d.t.s.) | Racing Losanna         |
| Allschwil                 | 4 - 3         | Muttenz                |
| Amicale Abattoirs Ginevra | 3 - 0         | Compesières            |
| Aurore Bienne             | 0 - 1         | Madretsch              |
| Baden                     | 4 - 3         | Rupperswil             |
| Black Stars Basilea       | 0 - 6         | Kleinhüningen          |
| Buchs San Gallo           | 7 - 0         | Widnau                 |
| Burgdorf                  | 5 - 1         | Zähringia Berna        |
| Club Athletique Ginevra   | 4 - 3(d.t.s.) | Espérance Ginevra      |
| Chippis                   | 2 - 3         | Sierre                 |
| Chur                      | 0 - 4         | Ems                    |
| Colombier                 | 4 - 1         | Couvet                 |
| Concordia Yverdon         | 2 - 0         | Stade Payerne          |
| Derendingen               | 3 - 4         | Gerlafingen            |
| Diana                     | 3 - 6         | Altstetten             |
| Erlinsbach                | 2 - 4         | Wettingen              |
| Fleurier                  | 1 - 7         | Xamax Neuchâtel        |
| Fortuna                   | 2 - 1         | Herisau                |
| Gland                     | 2 - 3         | Stade Lausanne         |
| Höngg                     | 1 - 7         | Seebach                |
| Horgen                    | 2 - 6         | Kickers Lucerna        |
| Lachen/Altendorf          | 3 - 1         | Thalwil                |
| La Neuveville             | 6 - 4         | Comete                 |
| Langenthal                | 3 - 2         | Zofingen               |
| Liestal                   | 1 - 3         | Delémont               |
| Minerva                   | 3 - 4         | Köniz                  |
| Moutier                   | 7 - 0         | Kestenholz             |
| Oberwinterthur            | 3 - 2         | Phönix Seen            |
| Oerlikon                  | 4 - 0         | Wipkingen              |
| Olimpia Vevey             | 1 - 13        | Renens                 |
| Olympia Basilea           | 1 - 3         | Old Boys Basilea       |
| Porrentruy                | 2 - 1         | Helvetik Basilea       |
| Schöftland                | 10 - 1        | Unterentfelden         |
| Sciaffusa                 | 3 - 0         | Feuerthalen            |
| Sion                      | 5 - 0         | Martigny               |
| Sissach                   | 4 - 1         | Breite Basilea         |
| Sankt Margrethen          | 1 - 3         | Arbon                  |
| Thayngen                  | 1 - 3         | SV Sciaffusa           |
| Töss                      | 1 - 3         | Wülflingen             |
| Trimbach                  | 2 - 1         | Olten                  |
| Victoria                  | 2 - 1         | Helvetia               |
| Wacher Grenchen           | 3 - 2         | Reconvilier            |
| Wallisellen               | 5 - 3         | Zürcher BC             |
| Wiedikon                  | 1 - 5         | Uster                  |
| Winterthur                | 2 - 1         | Tössfeld               |
| Wohlen                    | 10 - 0        | Buchs Aarau            |
| Aarau                     | 4 - 4(d.t.s.) | Gränichen              |
| Frauenfeld                | 1 - 1(d.t.s.) | Kreuzlingen            |
| International Ginevra     | 1 - 1(d.t.s.) | Chênois                |
| Gloria-Sports Le Locle    | 3 - 3(d.t.s.) | Sylva-Sports Le Locle  |
| Romanshorn                | 4 - 4(d.t.s.) | Rorschach              |
| Richemond                 | (rinviata)    | Central Friburgo       |
| 13 ottobre 1940           |               |                        |
| Chênois                   | 1 - 2         | International Ginevra  |
| Sylva-Sports Le Locle     | 3 - 1         | Gloria-Sports Le Locle |
| Central Friburgo          | 8 - 0         | Richemond              |

### Secondo Turno Preliminare
| Squadra 1                 | Risultato     | Squadra 2             |
| ------------------------- | ------------- | --------------------- |
| 27 ottobre 1940           |               |                       |
| Aarau                     | 2 - 1         | Wallisellen           |
| Amicale Abattoirs Ginevra | 2 - 6         | Dopolavoro Ginevra    |
| Basilea                   | 4 - 3         | Old Boys Basilea      |
| Burgdorf                  | 0 - 4         | Vevey                 |
| Club Athletique Ginevra   | 4 - 1         | International Ginevra |
| Central Friburgo          | 0 - 5         | Friburgo              |
| Colombier                 | 2 - 5         | Xamax Neuchâtel       |
| Concordia Basilea         | 4 - 2         | Aesch                 |
| Concordia Yverdon         | 1 - 2(d.t.s.) | Cantonal Neuchâtel    |
| Delémont                  | 6 - 0         | Sissach               |
| Fortuna San Gallo         | 0 - 7         | Kreuzlingen           |
| Gerlafingen               | 1 - 2         | Bienne-Boujean        |
| Gränichen                 | 3 - 2         | Langenthal            |
| Kickers Lucerna           | 0 - 7         | Bellinzona            |
| Kleinhüningen             | 0 - 5         | Birsfelden            |
| Lachen/Altendorf          | 2 - 1         | Ems                   |
| La Neuveville Lamboing    | 3 - 1         | Aegerten-Brügg        |
| Madretsch                 | 3 - 1         | Forward Morges        |
| Moutier                   | 1 - 0         | Porrentruy            |
| Pro Daro                  | 4 - 1         | Chiasso               |
| Rorschach                 | 1 - 2(d.t.s.) | SCI Juventus Zurigo   |
| Sciaffusa                 | 2 - 0         | Arbon                 |
| Schöftland                | 2 - 0         | Berna                 |
| Seebach                   | 0 - 1         | Oerlikon              |
| Sion                      | 0 - 1         | Montreux-Sports       |
| Soletta                   | 5 - 0         | Trimbach              |
| Stade Lausanne            | 2 - 1         | Renens                |
| SV Sciaffusa              | 5 - 2         | Oberwinterthur        |
| Sylva-Sports Le Locle     | 4 - 9         | Étoile-Sporting       |
| Urania Ginevra            | 7 - 1         | Racing Losanna        |
| Uster                     | 2 - 7         | Altstetten            |
| Victoria                  | 2 - 3(d.t.s.) | Köniz                 |
| Wacher Grenchen           | 2 - 3(d.t.s.) | Allschwil             |
| Wohlen                    | 1 - 4         | Locarno               |
| Wülflingen                | 1 - 6         | Blue Star             |
| Zugo                      | 8 - 2         | Red Star              |
| Zurigo                    | 7 - 2         | Buchs                 |
| Baden                     | 0 - 0(d.t.s.) | Wettingen             |
| Monthey                   | 2 - 2(d.t.s.) | Sierre                |
| Winterthur                | 4 - 4(d.t.s.) | Brühl                 |
| 3 novembre 1940           |               |                       |
| Wettingen                 | 1 - 2         | Baden                 |
| 10 novembre 1940          |               |                       |
| Brühl                     | 2 - 0         | Winterthur            |
| Sierre                    | 4 - 5         | Monthey               |

### Terzo Turno Preliminare
| Squadra 1          | Risultato     | Squadra 2               |
| ------------------ | ------------- | ----------------------- |
| 10 novembre 1940   |               |                         |
| Aarau              | 6 - 1         | Altstetten              |
| Basilea            | 2 - 1         | Allschwil               |
| Bellinzona         | 1 - 2         | Pro Daro                |
| Bienne-Boujean     | 4 - 0         | Gränichen               |
| Blue Star          | 6 - 2         | Kreuzlingen             |
| Brühl              | 4 - 2         | Sciaffusa               |
| Cantonal Neuchâtel | 5 - 0         | LamboingLa Neuveville   |
| Concordia Basilea  | 1 - 0(d.t.s.) | Delémont                |
| Dopolavoro Ginevra | 5 - 1         | Stade Lausanne          |
| Friburgo           | 1 - 2         | Köniz                   |
| Lachen/Altendorf   | 3 - 1         | Zugo                    |
| Locarno            | 3 - 2         | Baden                   |
| Moutier            | 4 - 0         | Birsfelden              |
| Schöftland         | 2 - 4(d.t.s.) | Soletta                 |
| Sciaffusa          | 1 - 0         | SCI Juventus Zurigo     |
| Urania Ginevra     | 2 - 0         | Club Athletique Ginevra |
| Vevey              | 6 - 1         | Madretsch               |
| Xamax Neuchâtel    | 3 - 4(d.t.s.) | Étoile-Sporting         |
| Zurigo             | 4 - 3(d.t.s.) | Oerlikon                |
| 15 dicembre 1940   |               |                         |
| Montreux-Sports    | 1 - 2(d.t.s.) | Monthey                 |

### Sedicesimi di finale
| Squadra 1          | Risultato     | Squadra 2          |
| ------------------ | ------------- | ------------------ |
| 5 gennaio 1941     |               |                    |
| Grenchen           | 4 - 0         | Bienne-Boujean     |
| Lachen/Altendorf   | 2 - 6         | Grasshoppers       |
| Lucerna            | 0 - 1         | Aarau              |
| Pro Daro           | 1 - 2         | Lugano             |
| Young Fellows      | 2 - 2(d.t.s.) | Blue Star          |
| Locarno            | 0 - 0(d.t.s.) | Soletta            |
| 12 gennaio 1941    |               |                    |
| Concordia Basilea  | 1 - 0         | Moutier            |
| Dopolavoro Ginevra | 0 - 10        | Servette           |
| Köniz              | 0 - 2         | Biel-Bienne        |
| Young Boys         | 6 - 0         | Cantonal Neuchâtel |
| Basilea            | 3 - 3(d.t.s.) | Nordstern          |
| Brühl              | (rinviata)    | San Gallo          |
| 19 gennaio 1941    |               |                    |
| Monthey            | 2 - 6         | Vevey              |
| 26 gennaio 1941    |               |                    |
| Brühl              | 0 - 2(d.t.s.) | San Gallo          |
| Étoile-Sporting    | 1 - 3         | La Chaux-de-Fonds  |
| Urania Ginevra     | 1 - 2         | Losanna            |
| 2 febbraio 1941    |               |                    |
| Blue Star          | 4 - 5(d.t.s.) | Young Fellows      |
| Nordstern          | 2 - 0(d.t.s.) | Locarno            |
| Sciaffusa          | 1 - 2         | Zurigo             |
| Soletta            | 4 - 5(d.t.s.) | Locarno            |

### Ottavi di finale
| Squadra 1                  | Risultato      | Squadra 2         |
| -------------------------- | -------------- | ----------------- |
| 3 febbraio 1941            |                |                   |
| Aarau                      | 1 - 2 (d.t.s.) | Concordia Basilea |
| Bienne                     | 1 - 2          | Young Boys        |
| Losanna                    | 3 - 0          | La Chaux-de-Fonds |
| San Gallo                  | 2 - 4          | Lugano            |
| Vevey                      | 0 - 5          | Servette          |
| 10 febbraio 1941           |                |                   |
| Nordstern                  | 2 - 4          | Grenchen          |
| Zurigo                     | 1 - 4          | Young Fellows     |
| Grasshoppers               | 4 - 4 (d.t.s.) | Locarno           |
| Spareggio 17 febbraio 1941 |                |                   |
| Locarno                    | 1 - 3 (d.t.s.) | Grasshoppers      |

### Quarti di finale
| Squadra 1         | Risultato | Squadra 2     |
| ----------------- | --------- | ------------- |
| 10 febbraio 1941  |           |               |
| Servette          | 6 - 2     | Lugano        |
| 17 febbraio 1941  |           |               |
| Grenchen          | 2 - 0     | Young Fellows |
| Young Boys        | 2 - 1     | Losanna       |
| 23 febbraio 1941  |           |               |
| Concordia Basilea | 2 - 5     | Grasshoppers  |

### Semifinali
| Squadra 1    | Risultato      | Squadra 2  |
| ------------ | -------------- | ---------- |
| 2 marzo 1941 |                |            |
| Grasshoppers | 3 - 0 (d.t.s.) | Grenchen   |
| Servette     | 4 - 2          | Young Boys |

### Finale
| Arbitro: | Bangerter (La Chaux de Fonds) |

|                                                                                                |            | |
| Bianchi 17’                                                                                    | Marcatori  | 79’ Guinchard                                                                                            |
| Huber Minelli Weiler Springer Rickenbach Winkler Bickel Xam (calciatore) Amadò Sulger Bianchi. | Formazioni | Feutz Fuchs Lörtscher Guinchard „Dody“ Buchoux Van Gessel Riva Abegglen (Trello) Monnard Walaschek Aeby. |
| Karl Rappan                                                                                    | Allenatori | Abegglen (Trello)                                                                                        |

### Finale (Ripetizione)
| Arbitro: | Scherz (Berna) |

|                                                                                      |            | |
| Sulger 7’, 35’                                                                       | Marcatori  | |
| Huber Minelli Lehmann Springer Rickenbach Rauch Bickel Winkler Amadò Sulger Bianchi. | Formazioni | Feutz Fuchs Lörtscher Guinchard „Dody“ Buchoux Van Gessel Riva Abegglen (Trello) Monnard Walaschek Aeby. |
| Karl Rappan                                                                          | Allenatori | Abegglen (Trello)                                                                                        |